# Matsuura Koji
Koji Matsuura (sinh ngày 4 tháng 5 năm 1980) là một cầu thủ bóng đá người Nhật Bản.

## Sự nghiệp câu lạc bộ
Koji Matsuura đã từng chơi cho Sanfrecce Hiroshima, Vegalta Sendai, Tokyo Verdy, Fagiano Okayama và Thespa Kusatsu.